# Kökösi Kálmán
Kökösi Kálmán (Brassó, 1913. augusztus 3. – Sepsiszentgyörgy, 1989. november 6.)  unitárius lelkész, esperes, szónok.

## Életútja
A család Kökös községből származik. Kolozsváron végezte az Unitárius Teológiai Akadémiát 1934-ben. Kezdetben segédlelkész volt Bölönben, Vargyason és Szabédon. Balázs Ferenc halálát követően került a megüresedett mészkői gyülekezetbe 1936. október 1-jével. 
1955-től 1980-ig, nyugdíjazásáig az árkosi unitárius egyházközség lelkésze volt. 1973-tól a sepsiszentgyörgyi egyházkör esperesi tisztségét is betöltötte. 
Feleségével, Kökösiné született Gál Eleonórával az árkosi gyülekezetben élénk egyházközségi életet szerveztek, felesége mint az egyházközség kántora (énekvezére), férfi dalárdát, kórust működtetett. (Gál Eleonóra életének 90. évében, 19 évi özvegység után 2008. november 7-én Sepsiszentgyörgyön hunyt el,  és a Kökösi temetőben helyezték örök nyugalomra, férje mellé.)
Kökösi Kálmán nyugdíjas éveit Sepsiszentgyörgyön töltötte feleségével együtt. Itt hunyt el 1989. november 6-án, életének 77. évében. Temetésére 1989. november 8-án került sor, a sepsiszentgyörgyi református egyházközség ravatalozójából indították, és a kökösi temetőben helyezték örök nyugalomra. 
A lelkészházaspár emlékére 2016-ban kettős emlékkopját avattak fel Árkoson a templom bejárata mellett.

## Munkássága
Prédikációi jelentek meg a Keresztény Magvetőben. Hozzájárult az unitárius egyházi irodalom gyarapodásához, amikor az 1968-ban tartott nemzetközi megemlékezés emlékkötetét, a Négyszáz év (Kolozsvár, 1968; 2. kiad. Kolozsvár, 1979) és a Dávid Ferenc 1579–1979 c. emlékkötetet prédikációival gazdagította.